# Bumi Arjo
Bumi Arjo is een bestuurslaag in het regentschap Ogan Komering Ilir van de provincie Zuid-Sumatra, Indonesië. Bumi Arjo telt 4222 inwoners (volkstelling 2010).